# Себзевар
Себзева́р (Сабзева́р, перс. سبزوار‎) — город на северо-востоке Ирана, в провинции Хорасан-Резави. Административный центр шахрестана Себзевар. Население — 215 тыс. человек. Важный транспортный центр, расположен на автотрассе Мешхед—Тегеран. В городе имеется крупный медицинский университет и филиал Исламского университета Азад.
Пик политического могущества Себзевара пришёлся на XIV век, когда он являлся столицей государства Сербедаров.

## Достопримечательности
Соборная мечеть Себзевара раскинулась на приблизительно 4,0 тыс. квадратных метрах. Она сооружена в XIV в. в соответствии с архитектурным стилем того времени. Она находится на юге улицы Бейхак. Мечеть обладает верандою «Кибла» и северною верандой (по-персидски — эйван), а также — внутренним двором и молельнями. Есть в мечети и места ночлега, а также и весьма примечательный портал. Данное исторически значимое строение было частично обновлено. Михраб расположен на юге веранды «Кибла». Сверху от него имеется надпись из Корана, сделанная в 1875 г. В верхней части эйвана можно видеть два минарета, сделанные из кирпича. С двух сторон мечети имеются молельни, у которых есть высокие арки в форме купола; их создали в то же время, что и южную веранду. В коридоре северной веранды соборной мечети можно видеть надписи, сделанные во время Сефевидов, в 1571 и 1723 гг. Кирпичная плитка — одно из важнейших украшений себзеварской мечети.
Ещё одна себзеварская мечеть называется Паменар. Она была первою соборною мечетью города и была построена ещё в IX в. во время правления Мухаммада бин Тахира, последнего правителя династии Тахиридов. Минарет мечети называют Качающийся, он украшен куфическими надписями.
Усыпальница Хадж-Молла Хади расположена на южной стороне Площади рабочих, а построена была в эпоху Каджаров. Здание построено целиком из кирпича и состоит из главного помещения, где находится могила, и четырёх эйванов.
За пределами городской черты Себзевара, но достаточно близко от города, в деревне Парванд, находится одноимённый заповедник. Он считается самым выдающимся заповедником северо-западного Ирана, поскольку там сохранилась нетронутая природа и обитают редкие виды животных. Он расположен в гористом регионе с сухим климатом. Из животных можно встретить горного барана, горного козла, газель, лисицу, каракала, дикую кошку, шакала, а из птиц — балабана, золотого орла, бурую ворону.

## Демографическая динамика
Население Себзевара по переписи 1996 г. составило 170,7 тыс. человек, в 2006 г. — 214,6 тыс., в 2011 г. — 231,6 тыс., и в 2016 г. — 243,7 тыс. человек. Среднегодовые темпы общего роста населения оказались равны 2,32 % за 1996—2006 гг., затем резко упали до 1,54 % в 2006-11 гг. и 1,02 % за 2011-16 гг. Это свидетельствует о стремительном снижении рождаемости в городе. В Себзеваре проживает 79,6 % жителей шахрестана Себзевар.

## Известные уроженцы, жители
- Али-Акбар Фурутан (29 апреля 1905 — 26 ноября 2003) — иранский педагог и проповедник бахаи, которому в 1951 году присвоено звание «Десница Дела Божиего».